# Phryxe lepida
Phryxe lepida là một loài ruồi trong họ Tachinidae.